# Ryan Johansen
Ryan Johansen (ur. 31 lipca 1992 w Port Moody) – kanadyjski hokeista występujący w Nashville Predators z National Hockey League (NHL). 
Ryan Johansen przez jeden sezon występował w Penticton Vees z British Columbia Hockey League (BCHL). W sezonie 2009–10 rozpoczął grę na poziomie major junior w zespole Portland Winterhawks z Western Hockey League (WHL). Po ukończeniu swoich debiutanckich rozgrywek w WHL, w których zdobył 69 punktów w 71 meczach, został wybrany z 4. numerem podczas NHL Entry Draft 2010 przez Columbus Blue Jackets. W 2015 roku wziął udział w NHL All-Star Skills Competition i został MVP meczu gwiazd. W styczniu 2016 przeniósł się do Nashville Predators, na zasadzie wymiany za Setha Jonesa. W lipcu 2017 Johansen podpisał rekordowy w historii klubu z Nashville kontrakt – zawodnik w ciągu 8 lat ma zarobić 64 mln dol.
Na poziomie międzynarodowym występował na mistrzostwach świata juniorów w 2011 roku w barwach juniorskiej reprezentacji Kanady, gdzie zdobył srebrny medal i został wybrany do turniejowej drużyny gwiazd.

## Statystyki

### Sezon zasadniczy i play-off
| 2008–09     | Penticton Vees        | BCHL        | 47  | 5   | 12  | 17  | 21  | 10 | 4  | 3  | 7  | 2  |
| 2009–10     | Portland Winterhawks  | WHL         | 71  | 25  | 44  | 69  | 53  | 13 | 6  | 12 | 18 | 18 |
| 2010–11     | Portland Winterhawks  | WHL         | 63  | 40  | 52  | 92  | 64  | 20 | 13 | 15 | 28 | 6  |
| 2011–12     | Columbus Blue Jackets | NHL         | 67  | 9   | 12  | 21  | 24  | —  | —  | —  | —  | —  |
| 2012–13     | Springfield Falcons   | AHL         | 40  | 17  | 16  | 33  | 20  | 5  | 0  | 1  | 1  | 2  |
| 2012–13     | Columbus Blue Jackets | NHL         | 40  | 5   | 7   | 12  | 12  | —  | —  | —  | —  | —  |
| 2013–14     | Columbus Blue Jackets | NHL         | 82  | 33  | 30  | 63  | 43  | 6  | 2  | 4  | 6  | 4  |
| 2014–15     | Columbus Blue Jackets | NHL         | 82  | 26  | 45  | 71  | 40  | —  | —  | —  | —  | —  |
| 2015–16     | Columbus Blue Jackets | NHL         | 38  | 6   | 20  | 26  | 25  | —  | —  | —  | —  | —  |
| 2015–16     | Nashville Predators   | NHL         | 42  | 8   | 26  | 34  | 36  | 14 | 4  | 4  | 8  | 16 |
| 2016–17     | Nashville Predators   | NHL         | 82  | 14  | 47  | 61  | 60  | 14 | 3  | 10 | 13 | 12 |
| 2017–18     | Nashville Predators   | NHL         | 79  | 15  | 39  | 54  | 78  | 13 | 5  | 9  | 14 | 2  |
| NHL łącznie | NHL łącznie           | NHL łącznie | 512 | 116 | 226 | 342 | 318 | 47 | 14 | 27 | 41 | 34 |

### Międzynarodowe
| Rok                | Drużyna            | Turniej            | Wynik              | M | G | A | Pkt | Min |
| ------------------ | ------------------ | ------------------ | ------------------ | - | - | - | --- | --- |
| 2011               | Kanada             | MŚJ                | 1st                | 7 | 3 | 6 | 9   | 2   |
| Juniorskie łącznie | Juniorskie łącznie | Juniorskie łącznie | Juniorskie łącznie | 7 | 3 | 6 | 9   | 2   |